# Nicolaus Braun

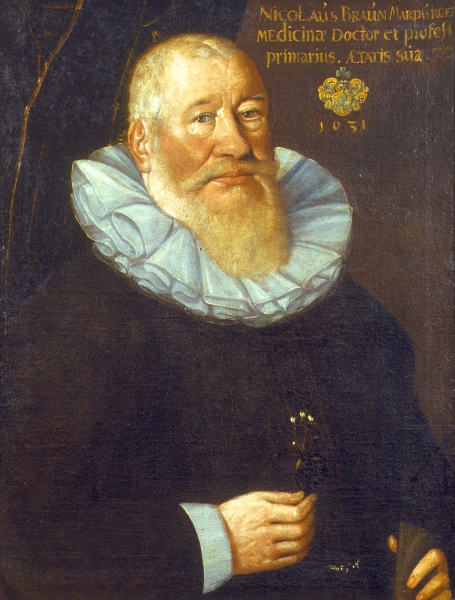
Nicolaus Braun auf einem Porträt von 1631 in der Gießener Professorengalerie

Nicolaus Braun (* 1558 in Marburg; † 24. April 1639 ebenda) war ein deutscher Arzt. Er war Professor der Physik (1599–1637) und der Medizin (1608–1637) in Marburg.

## Leben und Wirken
Nicolaus Braun studierte an der Philipps-Universität Marburg, bevor er 1591 mit seiner Inauguraldissertation De capitis destillationibus zum Doktor der Medizin promoviert wurde. Danach arbeitete er als praktischer Arzt in Paderborn. Am 27. Januar 1599 wurde er ordentlicher Professor der Physik in Marburg und gab seine Antrittsvorlesung am 11. Februar 1599. Nach dieser Zwischenlösung wurde er 1608 auf die vakante Stelle des Ersten Professors für Medizin berufen, 1610 war er Prorektor der Universität. Er hielt diese Stelle bis 1636, seit 1624 im Auftrag des Landgrafen Ludwig V. von Hessen-Darmstadt. Braun war ein Advokat der traditionellen humoralpathologischen Medizin.
Er ist vor allem wegen seiner Veröffentlichung des Neuw vollkommenlich Kreuterbuchs (Frankfurt 1591) bekannt, obwohl dieses erst durch die Publikation in der revidierten Fassung von Caspar Bauhin (Frankfurt, 1630) seinen größten Erfolg hatte. Viele der Disputationen, denen Braun als Physikprofessor der medizinischen Fakultät vorstand, hatten ein physiologisch-medizinisches Thema. Er entwickelte sich zu einer Grauen Eminenz der Fakultät, indem er bemerkenswerte praktische Experimente durchführte und sich für die öffentliche Gesundheitspolitik der Stadtbewohner einsetzte.

## Veröffentlichungen
Braun schuf die Fortsetzung des bekannten Neuw Kreuterbuch von Jacobus Tabernaemontanus.